# 白胸刺尾魚
白胸刺尾魚，俗稱粉藍倒吊，為輻鰭魚綱鱸形目刺尾魚亞目刺尾魚科的其中一個種，於1833年由英國博物學家愛德華·特納·班尼特首次正式描述，其模式產地為斯里蘭卡。

## 分布
本魚分布於印度洋海域，包括東非、南非、葛摩、馬爾地夫、留尼旺、阿曼、斯里蘭卡、印度、印尼、聖誕島、馬來西亞等海域。

## 深度
水深0至85公尺。

## 特徵
本魚體呈橢圓形而側扁。頭背部輪廓不特別凸出。口小，端位，上下頜各具一列扁平齒，齒固定不可動，齒緣具缺刻。體藍色具有一個白色的胸。頭部黑色的有一條寬的白色從胸鰭基底到咽喉的條紋。在眼之下的沒有明顯的白色斑點或寬的白色條紋。背鰭黃色，臀鰭與腹鰭鰭白色，尾鰭呈新月形。背鰭硬棘9枚、背鰭軟條28至30枚、臀鰭硬棘3枚、臀鰭軟條23至26枚。尾柄上有硬棘，易傷人，體長可達54公分。

## 生態
本魚水質清澈的礁石區，成群活動，屬草食性，以藻類為食，行一夫一妻制。

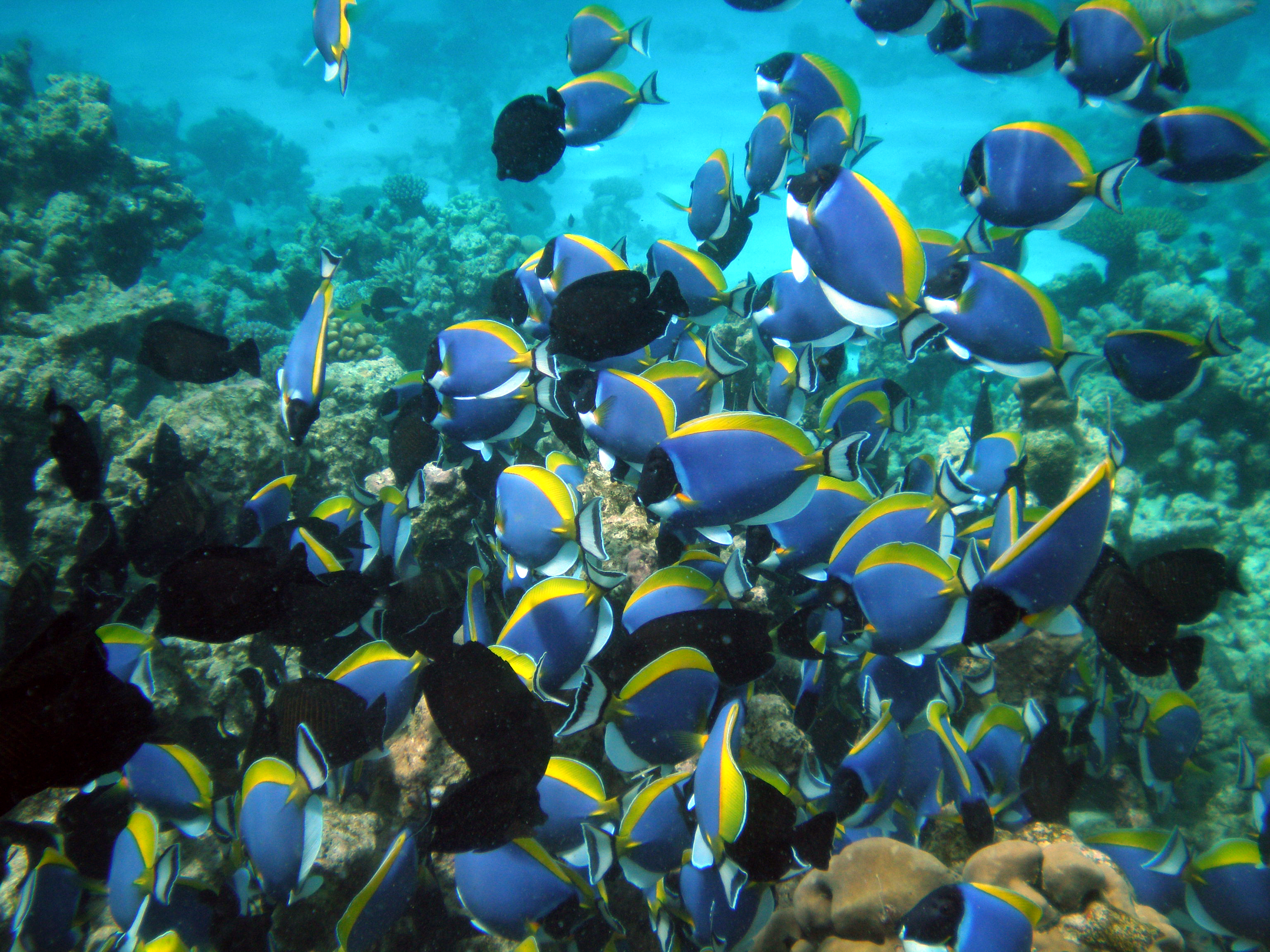
白胸刺尾魚(Acanthurus leucosternon)成群在印度洋馬爾地夫巡游。

## 經濟利用
可食用，但大多做為觀賞魚。